# Aanjager

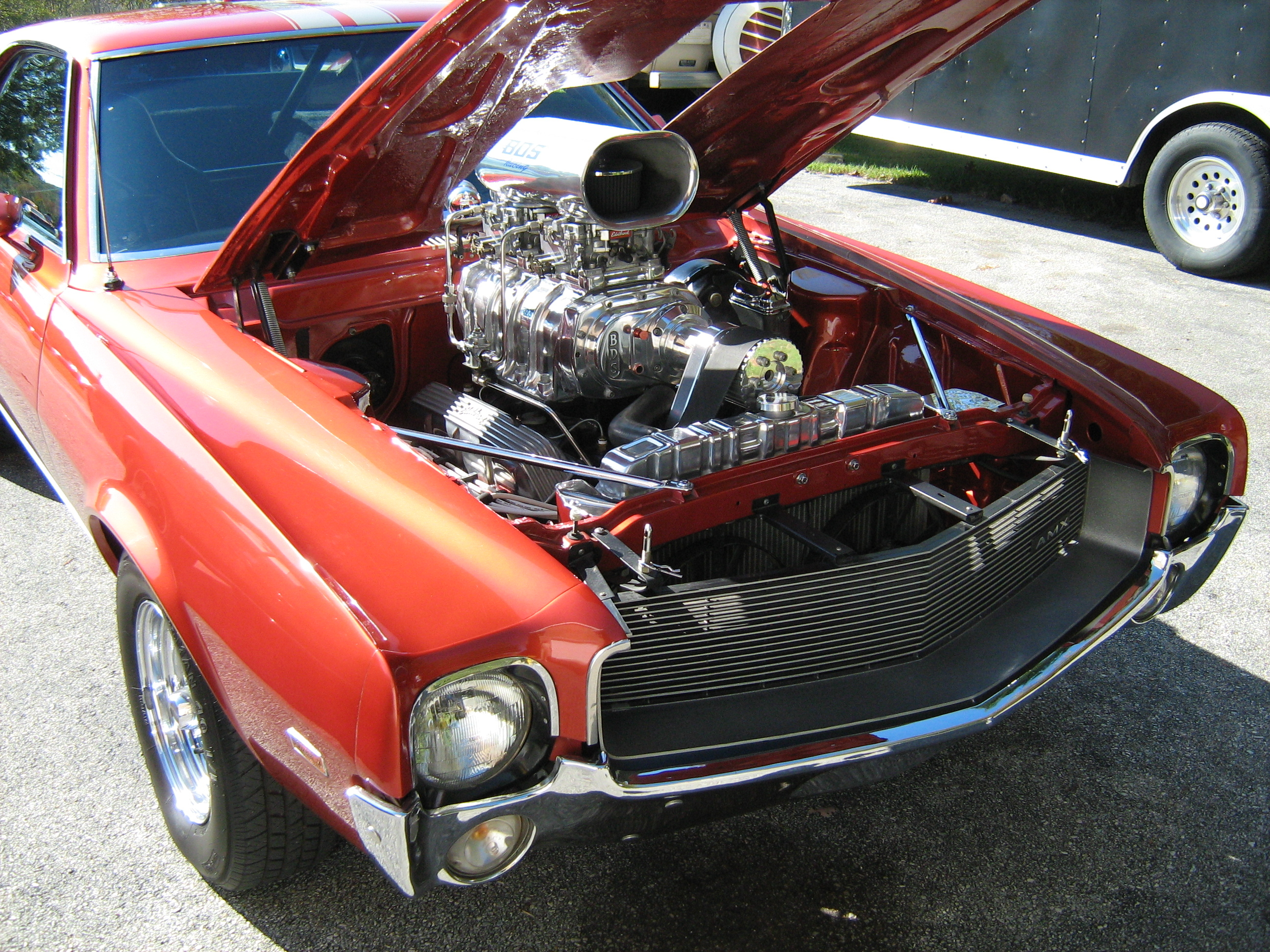
Een aanjager op een AMC V8-motor

Een aanjager is een hulpwerktuig voor het op gang brengen of versnellen van machines of acties van machines.
Voorbeelden van aanjagers zijn:
- compressor bij motoren;
- kleine hulpmotor bij binnenvaartschepen.

Ook kan het een toestel zijn dat de trek in een schoorsteen bevordert. Bij een smidsvuur wordt tegenwoordig een centrifugaalpomp toegepast met een regelbare snelheid voor het aanjagen van het vuur. Vroeger gebruikte men daar een blaasbalg voor. Bij pijporgels is de blaasbalg, die door lichaamskracht werd gevuld, ook vervangen door een pomp die de balg op voldoende druk houdt.